# Erik Thomas
Erik Thomas (Paraná, Entre Ríos, 16 de enero de 1995) es un baloncestista argentino-estadounidense que se desempeña como alero o ala-pívot en Panteras de Aguascalientes de la Liga Nacional de Baloncesto Profesional de México. Jugó en la NCAA para los New Orleans Privateers, siendo nombrado en 2017 como el Mejor Jugador de la Conferencia Southland de la temporada. 

## Trayectoria

### Etapa universitaria
Thomas se destacó jugando para Wesley Chapel High School de Wesley Chapel, Florida, donde fue nombrado Class A Player of the Year del estado de Florida en su año como sénior. Debido a su tamaño relativamente pequeño para un ala-pívot y a un desgarro de ligamentos en el tobillo, no fue observado por los reclutadores de la NCAA, razón por la cual optó por jugar en la NJCAA, primero para los East Georgia State College Bobcats y luego para los Baton Rouge Community College.
Sus buenas actuaciones captaron la atención de los New Orleans Privateers, el equipo de baloncesto de la Universidad de Nueva Orleans que compite en la División I de la NCAA. Thomas actuó como titular por dos temporadas, promediando 19.3 puntos y 7.8 rebotes por juego en la temporada 2016–17, conduciendo a su equipo a la conquista del título de la Southland Conference y siendo nombrado como Mejor Jugador del Año de la Southland Conference.

### Etapa profesional
En 2017 firmó contrato con Regatas Corrientes, club para el que jugaría una temporada y media, pasando en enero de 2019 a Libertad de Sunchales. Posteriormente actuó en Ferro hasta que la temporada de la LNB fue suspendida a causa del inicio de la pandemia de COVID-19.
Al reanudarse las actividades deportivas, Thomas decidió migrar fuera de la Argentina para actuar en los Soles de Mexicali de la Liga Nacional de Baloncesto Profesional de México. Acabada la temporada, no retornó a la Argentina, sino que aterrizó en Brasil fichado por el Paulistano. 
La directiva de Panteras de Aguascalientes anunció su llegada el lunes 28 de julio de 2025.

### Clubes
| Club                       | País      | Año             |
| -------------------------- | --------- | --------------- |
| Regatas Corrientes         | Argentina | 2017 - 2019     |
| Libertad                   | Argentina | 2019            |
| Ferro                      | Argentina | 2019 - 2020     |
| Soles de Mexicali          | México    | 2020            |
| Paulistano                 | Brasil    | 2020 - 2021     |
| Soles de Mexicali          | México    | 2021            |
| Caribbean Storm Islands    | Colombia  | 2021            |
| Brasilia Basquete          | Brasil    | 2021 - 2022     |
| Abejas de León             | México    | 2022            |
| Lions de Genève            | Suiza     | 2022 - 2023     |
| Astros de Jalisco          | México    | 2023            |
| ABA Ancud                  | Chile     | 2024            |
| Soles de Mexicali          | México    | 2024            |
| Urunday Universitario      | Uruguay   | 2025            |
| Spartans Distrito Capital  | Venezuela | 2025            |
| Panteras de Aguascalientes | México    | 2025 - Presente |

## Selección nacional
Thomas jugó con los seleccionados juveniles de baloncesto de Argentina en 2010, y fue parte del equipo universitario que representó a la Argentina en las Universiadas de 2017 y 2019, motivo por el cual se especuló en varias oportunidades sobre una posible convocatoria a la selección de básquetbol de Argentina.

## Vida privada
Es hijo del también baloncestista estadounidense Jim Thomas -que jugó en la Argentina y otros países- y de la argentina Fabiana Díaz. Su hermana, Sthefany Thomas, fue jugadora de la selección femenina de básquetbol de Argentina.